# División administrativa de Navarra

Las cinco merindades históricas de la actual Comunidad Foral de Navarra.

Las divisiones administrativas de la Comunidad Foral de Navarra (España) se podrían dividir en las de carácter local, que de acuerdo a la Ley Foral 6/1990 de 2 de julio, de la administración local, la división básica es el municipio, existiendo entidades inferiores a éste como son los concejos y entidades superiores como son las entidades de carácter tradicional o las mancomunidades. 
Además existe otras divisiones de carácter histórico como son las merindades, que actualmente no tienen ningún carácter representativo o administrativo, aunque están reconocidas en el Amejoramiento del fuero; de ámbito judicial (partidos judiciales); de carácter organizativo o estadístico por parte del Gobierno de Navarra; o de carácter lingüístico, cultural o social.

## Administración local
La Ley Foral 6/1990. de 2 de julio, de la administración local de Navarra, establece en sus artículos 2 y 3.1 cuales son los tipos de entidades locales existentes en esta Comunidad:
- Art.2 Los municipios son las entidades locales básicas en que se organiza territorialmente la Comunidad Foral de Navarra.
- Art.3: Además de los municipios, tienen también la condición de entes locales de Navarra:
  - a) Los Distritos Administrativos.
  - b) Los Concejos.
  - c) La Comunidad de las Bardenas Reales de Navarra, la Comunidad del Valle de Aézcoa, la Mancomunidad del Valle de Roncal. la Universidad del Valle de Salazar y el resto de corporaciones de carácter tradicional titulares o administrativas de bienes comunales existentes a la entrada en vigor de esta Ley Foral.
  - d) Las entidades que agrupen varios municipios instituidas mediante La Ley Foral por la Comunidad Foral de Navarra y las agrupaciones de servicios administrativos.
  - e) Las Mancomunidades.[2]

### Municipios
Al igual que en el resto de España, la entidad local básica es el municipio. En Navarra hay 272 municipios, que pueden ser simples o compuestos. Este último caso es propio de la Comunidad Foral. Los municipios simples están «formados por un sólo núcleo de población» estando presentes, por lo general, en la Navarra Media meridional y en la Ribera. Se denominan municipios compuestos los que están formados por varios núcleos de población. Se dan en la Navarra Media y la Montaña. Constan de concejos o entidades locales menores repartidas dentro del término municipal. Suelen llevar los nombres históricos de valles y cendeas (más presentes en la Cuenca de Pamplona), aunque unos pocos se les denomina distritos como Metauten o  Leóz.
A diferencia del resto de España, en Navarra también existen territorios que no pertenecen a ningún término municipal en concreto. Son los comunales y facerías como las Bardenas Reales, montes como Quinto Real, Sierra de Andía o Sierra de Urbasa, por señalar algunos más sobresalientes y conocidos.

### Concejos
Los concejos en Navarra, son pequeñas entidades menores al municipio, con determinadas competencias, incluyendo la administración de los propios comunales; habitualmente dentro de su término sólo hay una entidad de población, pero en ocasiones incluye más de una.
Esta entidades en los últimos años tienden a ir progresivamente extinguiéndose en unos casos por no contar con población o recursos suficientes como para poder subsistir y en otros casos por todo lo contrario se convierten en municipio o éstos se fusionan con el ayuntamiento del valle o cendea cuando el resto de concejos no tienen población suficiente o recursos para formar un ayuntamiento. En 2011 Navarra contaba con 348 concejos, 353 entre los años 2001-2010 y 476 existían en 1988.
El tipo de administración de los concejos depende de su población y existen dos tipos: Los de menos de 50 habitantes se rigen por el sistema de concejo abierto y están formado por todos sus vecinos y presidido por un presidente del concejo y los de más de 50 habitantes que están formados por una junta de 4 vocales y presidido por el presidente del concejo.
Este tipo de organización se estableció en 1990 mediante la Ley de administración local y anteriormente según aparece descrito en una ley similar de 1979 existían 4 tipos diferentes: Los de menos de 250 habitantes que se administraban mediante concejo abierto; los que tenían una población de 250 a 500 que se administraban mediante una junta de oncena (11 vocales); de 500 a 1000 mediante una junta de quincena (15 vocales); y los de más de 1000 por una junta de veintena (21 vocales).

### Entidades locales supramunicipales

#### Entidades de carácter tradicional
En Navarra existen algunas entidades de carácter tradicional reconocidas como entidades locales: La mancomunidad del Valle de Roncal, La comunidad del valle de Aézcoa, La universidad del valle de Salazar y la comunidad de las Bardenas Reales. Estas entidades cuentan con un órgano administrativo de carácter tradicional que agrupa los distintos municipios que integra cada una de ellas, como puede ser la juntas de los respectivos valles.

#### Mancomunidades
Los municipios de Navarra pueden asociarse entre sí en mancomunidades para la ejecución en común de obras y para la prestación de servicios determinados de su competencia. 
La asociación podrá ser para una, varias o todas las finalidades de la mancomunidad, siempre que las obras o servicios sean independientes entre sí, atendiendo a sus aspectos técnicos y financieros. 
Las mancomunidades tienen personalidad y capacidad jurídica para el cumplimiento de sus fines específicos, y se rigen por sus estatutos propios.

## Zonificaciones
En Navarra, a diferencia de otras comunidades autónomas, carece de una zonificación o comarcalización generalista, sin embargo existen diversas zonificaciones sectoriales, bien sean históricas o tradicionales como es el caso de las merindades, de ámbito judicial (partidos judiciales) además de otras de carácter organizativo o estadístico por parte del Gobierno de Navarra o de carácter lingüístico, cultural o social.

### Merindades
La principal entidad histórica de las regiones de Navarra es la merindad, establecida por Teobaldo II a mediados del siglo XIII. Las primeras merindades fueron las siguientes: Estella, Montaña, Sangüesa y Tudela. La tierra de Ultrapuertos no figuraba como tal, pero era diferente a cualquiera de las otras. El término merindad proviene de que cada una de ellas estaba administrada por un merino, algo parecido a un juez actual, cuyas funciones serían las de resolver los problemas de los territorios bajo su mando. Además administraba el patrimonio real y tenía alguna función militar.
La merindad de Olite será la de más tardía creación, ya que sería fundada en el año 1407 por Carlos III, al separar algunas comarcas de las vecinas merindades. Ultrapuertos, por su parte, era ya para esa fecha una merindad con todos los derechos que el título conllevaba, cuya capital era San Juan Pie de Puerto. Su máxima autoridad era el castellano, por lo que, al no depender directamente de ningún merino, no puede ser considerado como una merindad realmente, aunque históricamente se considere como tal.
Tras la conquista de Navarra por parte de las tropas castellanas del duque de Alba en 1512, toda la Alta Navarra se incorpora a la Corona de Castilla, mientras que la Baja Navarra mantiene su independencia. Las primitivas instituciones políticas, como las Cortes serán respetadas por el poder central hasta la Ley Paccionada de 1841, por la que Navarra dejó de ser oficialmente un reino para ser una provincia más de España. Por ello, las merindades continúan existiendo como institución hasta esa fecha, siendo administradas por su merino correspondiente.
Después de 1841, pese a que la figura del merino desparece, los antiguos territorios siguen estando diferenciados entre sí; se crea la Diputación Provincial de Navarra después llamada Diputación Foral de Navarra, la cual estuvo formada por 7 diputados. Las merindades de Tudela, Olite y Sangüesa elegían un diputado y las merindades de Pamplona y Estella por tener más población elegían 2 diputados.
Esta situación se mantuvo hasta 1979 en que las merindades se convirtieron en distritos electorales para elegir los 70 parlamentarios del entonces Parlamento Foral de Navarra, aunque el municipio de Pamplona formó un distrito propio.
En 1982 se aprueba la Ley Orgánica de Reintegración y Amejoramiento del Régimen Foral de Navarra (LORAFNA o amejoramiento del fuero) En el cual se cita en su artículo 4: 

El territorio de la Comunidad Foral de Navarra está integrado por el de los municipios comprendidos en sus Merindades históricas de Pamplona, Estella, Tudela, Sangüesa y Olite, en el momento de promulgarse esta Ley.

 Sin embargo a partir de este momento éstas dejan de tener cualquier valor administrativo aunque esta división sigue considerándose en diversos trabajos.

### Partidos judiciales
En la actualidad los territorios que formaban las antiguas merindades son oficialmente consideradas como partidos judiciales. Todas tienen el mismo nombre que antes, salvo las de Sangüesa (que pasa a ser llamada de Aoiz) y Olite (que se convierte en la de Tafalla). Las comarcas y localidades se mantienen iguales. Mientras tanto, la merindad de Ultrapuertos forma parte del departamento francés de los Pirineos Atlánticos.

Zonificación 2000.

### Navarra 2000
Esta zonificación de carácter general fue definida en el estudio de prospectiva "Navarra 2000", es reiteradamente utilizada y es incluso aceptada formalmente por otras instituciones ajenas al Gobierno de Navarra (Ministerio de Agricultura, Pesca y Alimentación), pero carece de una regulación adecuada que permita su utilización general con una nomenclatura homogénea. Esta zonificación no cuestiona ninguna de las existentes ni de las que los Departamentos puedan definir en el futuro. Divide el territorio de Navarra en 7 Zonas 19 Subzonas y 68 áreas

### Zonificación lingüística
La Ley Foral del Vascuence de 1986, que regula el estatus del euskera o vascuence en las administraciones públicas y en la enseñanza, divide a Navarra en 3 zonas lingüísticas: La Zona vascófona donde el euskera es cooficial con el castellano, la Zona mixta donde el euskera no es oficial pero que goza de una protección y la Zona no vascófona.